# Let me be myself
Let me be myself is een 240 m² grote muurschildering van de Braziliaanse neo-muralist Eduardo Kobra op de façade van de oude lasloods op de NDSM-werf in Amsterdam-Noord. Kobra maakte de schildering in 2016 in opdracht van de gemeente Amsterdam en het Amsterdamse street art-platform Street Art Today.
De muurschildering werd in 2017 genomineerd voor een Dutch Street Art Award in de categorie Dutch Mural.

## Ontstaansgeschiedenis
De kunstenaar werkte ruim een maand om het werk te realiseren. Voor de muurschildering werden meer dan 450 spuitbussen verf en 35 liter lakverf gebruikt. Het bevindt zich op de gevel het toekomstige museum voor urban contemporary en street art van de organisatie Street Art Today.
Kobra leverde met zijn kunstwerk een nieuw portret van Anne Frank aan de stad. Het werk vloeide voort uit de samenwerking tussen de steden Amsterdam en São Paulo en een bezoek van Eberhard van der Laan, dan burgemeester van Amsterdam, aan de Braziliaanse miljoenenstad. Het kunstwerk is dermate hoog dat hoogwerkers gebruikt moesten worden om het aan te kunnen brengen.
Kobra lichtte zijn keus voor Anne Frank toe: "De moed en wijsheid van Anne Frank inspireert mij en vele andere mensen. Ook jongeren voelen zich door haar verhaal aangesproken. Zij pleitte naast vrede voor meer respect voor het individu en daarom heb ik mijn werk de naam ‘Let me be myself’ gegeven". Kobra schilderde eerder portretten van onder andere de dalai lama, John Lennon en Nelson Mandela. 

## Bekladding
In mei 2017 werd het kunstwerk beklad, via crowdfunding hoopte Street Art Today voldoende geld in te zamelen om het kunstwerk te kunnen laten herstellen.